# سويد بن الصامت
سُويد بن الصامت شَاعِر جاهلي شَهِير وأخاً لبَني عمرو بن عوف من الأوس من أهل يثرب ، قِيل أنه أسلم قبيل موته  وقِيل أنه صحابي أيضاً.

## نسبه
هو: سويد بن الصامت بن عطية بن حوط بن حبيب بن عمرو بن عوف بن مالك بن الأوس.
أمه: هي ليلى بنت عمرو النجارية وهي أخت سلمى بنت عمرو أم عبد المطلب بن هاشم جد نبي الإسلام.
فَسُوِيد هذا ابن خالة عبد المطلب جد النبي مُحمد، وهو والد الصحابي الحارث بن سويد بن الصامت.

## سيرته
كان سويدٌ شاعراً مُحسِناً كثير الْحِكَم في شعره وسيداً من أسياد قومه وكانوا يسموه فيهم: الكامل، لجلده وشعره وشرفه ونسبه، وهو الذي يقول:
أَلا رُبَّ مَنْ تَدْعُو صَدِيقًا وَلَوْ تَرَى مَقَالَتَهُ بِالَغيْبِ سَاءَكَ
مَا يَفْرِي مَقَالَتُـهُ كَالشَّهْدِ
مَا كَانَ شَاهِدًا وَبِالغَيْبِ مَأْثُورٌ عَلَى ثُغْرَةِ
النَّحْرِ يَسُرُّكَ بَادِيهِ
وَتَحْتَ أَدِيمِهِ مَنِيحَةُ شَرٍّ يَفْتَرِي عَقِبَ الظَّهْرِ
تَبِينُ لَكَ العَيْنَانُ مَا هُوَ كَاتِمُ مِنَ الغِلِّ وَالبَغْضَاءِ والنَّظَرِ الشَّزَرِ
فَرِشنِي بِخَيْرٍ طَالَمَا قَدْ بَرَيْتَني وَخَيْرُ المَوَالِي مَنْ يَرِيشُ وَلا يَبْرِي
ونافر في أحد الأيام رجلاً من بني سليم، ثم أحد بني زعب بن مالك مئة ناقة، إلى كاهنة من كهان العرب، فقضت له. فإنصرف عنها هو والسلمي، ليس مَعهما غيرها، فَلما فرقت بينهما الطريق، قال: مالي، يا أخا بني سليم قال: أبعث إليكَ بِهِ؛ قال: فمن لي بذلك إذا فتني به؟ قال: أنا؛ قال: كلا، والذي نفس سويد بيده، لا تفارقني حتى أوتى بمالي، فاتخذا فضرب به الأرض، ثم أوثقه رباطاً، ثم إنطلق به إلى دار بني عمرو بن عوف، فلم يزل عنده حتى بعثت إليه سليم بالذي له، فقال في ذلك:
لا تحسبني يا بن زعب بن مالك كمن كنت تردي بالغيوب وتختل
تحولت قرناً إذ صرعت بعزة كذلك إن الحازم المتحول
ضربت به إبط الشمال فلم يزل على كل حال خده هو أسفل
وفي أشعار كثيرة كان يقولها.

## لقاءه معالنبي محمد
قال محمد بن إسحاق بن يسار: وكان رسول الله صلى الله عليه وسلم على ذلك من أمره كلما اجتمع الناس بالموسم أتاهم يدعو القبائل إلى الله وإلى الإسلام ويعرض عليهم نفسه وما جاء به من الله من الهدى والرحمة ولا يسمع بِقادم يقدم مكة من العرب له اسم وشرف، إلا تصدى له ودعاه إلى الله تعالى، وعرض عليه ما عنده.
أخبرنا عبيد الله بن أحمد بن السمين بإسناده، عن يونس بن بكير، عن ابن إسحاق، قال: حدثني عاصم بن عمر بن قتادة، عن أشياخ من قومه، قالوا: لقي النبيّ صَلَّى الله عليه وسلم بسوق ذي المجاز من مكّة في حجَّةً حجَّها سُويد على ما كانوا يحجُّون عليه في الجاهليّة، وذلك في أوّل مبعث النّبيّ صَلَّى الله عليه وسلم ودعائه إلى الله عزّ وجلّ، فدعاه رسولُ الله صَلَّى الله عليه وسلم إلى الإسلام، فقال له سويد: فلعل الذي معك مثل الذي معي. فقال له رسول الله ﷺ: «وما الذي معك؟» قال: مجلة لقمان، يعني: حكمة لقمان. فقال رسول الله ﷺ: «أعرضها عليَّ»، فعرضها عليه. فقال: «إن هذا الكلام حسن والذي معي أفضل من هذا؛ قرآن أنزله الله عليّ هو هدىً ونور». فتلا عليه رسول الله ﷺ القرآن ودعاه إلى الإسلام. فلم يبعد منه وقال: إن هذا القول حسن. ثم انصرف عنه فقدم المدينة على قومه فلم يلبث أن قتله الخزرج في وقعة بعاث وكان رجال من قومه يقولون: إنا لَنراه قُتل وهو مسلم،
وبوجد من شكك في أسلامه مثل أبو عمر إذ قال: «أنا أشك في إسلام سويد بن الصامت، كما أشك فيه غيري ممن ألف في هذا».

## مَقتله
ما أن عاد للمدينة حتى بدأت فتنة جديدة وحرب دموية بين الأوس والخزرج وقتل على يد الصحابي الجليل المجذر بن زياد الذي كان آنذاك جاهلياً وثنياً ولم يدخل الإسلام بعد ثم عندما آتى النبي إلى المدينة اعتنق الإسلام وأعلن رسول الله أن دماء الجاهلية موضوعة ولكن برغم هذا طالب ابن سويد الحارث وهو صحابي أيضاً بِدماء أبيه والثأر لهُ وفي غزوة أحد فتك الحارث وغدر بالمجذر بن زياد وهاجمه من الخلف وضرب عنقه وعندما علم النبي بِذلك أمر بِتنفيذ العدالة بِهِ وإعدامه.